# Mini 650
La Classe Mini 6.50 è una classe velica open, ossia con poche limitazioni.
Lo scafo è lungo 6,50 metri, da condurre in solitario o in doppio. Esistono due categorie: Imbarcazioni di Serie e Imbarcazioni Protipo. Le prime sono modelli prodotti in più esemplari (almeno 10) utilizzando materiali di facile reperibilità e costo contenuto; le seconde sono unità sperimentali e uniche in cui la personalizzazione e le soluzioni tecniche trovano campo libero. Queste ultime spesso utilizzano canard o daggerboards, deriva basculante (canting keel), alberi basculanti o alari rotanti e nelle ultime edizione anche foil per il sostentamento idrodinamico.
La Classe Mini 650 è nata in seguito all'organizzazione della prima regata Mini Transat nel 1977: questa nuova gara d'alto mare e in solitaria, creata dall'inglese Bob Salmon in reazione alla dispendiosità dei mezzi delle grandi regate tradizionali, consente alle piccole imbarcazioni di 6,50 m al massimo di attraversare l'Atlantico in solitario. La Transat è denominata Mini Transat proprio in riferimento alle dimensioni molto ridotte delle imbarcazioni che vi possono partecipare.
Nell'albo d'oro della regata spicca la vittoria, in categoria Serie, di due atleti italiani, Ambrogio Beccaria nel 2019 e Luca Rosetti nel 2023.